# Doc Holliday
Pour les articles homonymes, voir Doc et Holliday.
 (septembre 2021).
Si vous disposez d'ouvrages ou d'articles de référence ou si vous connaissez des sites web de qualité traitant du thème abordé ici, merci de compléter l'article en donnant les références utiles à sa vérifiabilité et en les liant à la section « Notes et références ».
John Henry « Doc » Holliday, né le 14 août 1851 à Griffin (Géorgie) et mort le 8 novembre 1887 à Glenwood Springs (Colorado) est un dentiste, joueur et un as de la gâchette américain. Il est notamment connu pour sa participation à la fusillade d'O.K. Corral en compagnie de son ami Wyatt Earp. Sa vie haute en couleurs et sa personnalité ont été décrites dans de nombreux livres et dépeintes par des acteurs célèbres dans de nombreux films et séries télévisées américaines. Il meurt de la tuberculose dans son lit, à l'hôtel Gleenwood, à l'âge de 36 ans.

## Biographie

### Enfance et adolescence
John Henry Holliday naît le 14 août 1851 à Griffin (Géorgie). Ses parents sont Henry Holliday et Alice Jane Burroughs. Le premier enfant du couple, Martha Eleanora, décède le 12 juin 1850 à l'âge de 6 mois. Au moment de son mariage avec Alice Jane McKay, Henry B. Holliday est pharmacien. Il devient par la suite herboriste, avocat et enfin Major confédéré. Avant son mariage, Henry avait combattu dans différentes guerres dont la guerre du Mexique, et en avait ramené un jeune orphelin nommé Francisco Hidalgo.
John est baptisé le 21 mars 1852 à la première église presbytérienne de Griffin. La famille se déplace en 1857 à Valdosta en Géorgie, Henry venant d'hériter d'une terre à cet endroit. Là-bas, son père acquiert une grande popularité et devient maire, secrétaire de la Société Agricole du comté, membre de la loge maçonnique, secrétaire du Camp des Vétérans Confédérés et surintendant des élections locales. John étudie le latin, le français et le grec à l'institut de Valdosta.
Sa mère, Alice Jane, décède le 16 septembre 1866 de la tuberculose. Son père épouse Rachel Martin trois mois plus tard, le 18 décembre 1866. En raison de la position prestigieuse de sa famille, John doit choisir une profession socialement élevée. C'est ainsi qu'il entre en 1870 dans l'école fondée par son cousin, Robert Holliday, afin de devenir dentiste. Il écrit une thèse sur les « maladies des dents ». Il réalise les deux ans d'apprentissage réglementaires chez le docteur L.F. Frank et obtient le 1er mars 1872 son diplôme de chirurgie dentaire au Pennsylvania College of Dental Surgery de Philadelphie.
Peu de temps après l'obtention de son diplôme, John Henry s'associe avec le docteur Arthur C. Ford et tous deux travaillent dans un cabinet à Atlanta. John se rend compte qu'il est atteint de la même maladie dont souffrait sa mère et son frère adoptif, la tuberculose. John Henry dit « Doc » Holliday consulte donc de nombreux médecins qui tous s'accordent à ne lui donner que quelques mois de vie, une espérance qui pouvait toutefois être augmentée s'il partait vivre sous un climat sec.

### Départ vers l'Ouest
Suivant le conseil de ses médecins, Doc part vers l'Ouest en octobre 1873. Sa première destination est Dallas, le terminus de la voie ferrée. Il trouve rapidement un associé en la personne du docteur John A. Seegar. Il monte son affaire mais il souffre toujours de la tuberculose. De violentes quintes de toux arrivent souvent à des moments très délicats, comme lors de l'extraction d'une dent. La clientèle se fait plus rare, il lui faut bientôt trouver un autre moyen de subvenir à ses besoins.
Doué pour le jeu, cette activité devient sa seule rentrée d'argent. En ces temps de grande violence, les joueurs professionnels ont tout intérêt à savoir se défendre. Doc en est conscient et porte donc régulièrement une arme à feu et un long couteau. Il a également un revolver dans un holster situé sous son épaule, l'autre sur sa hanche.

### «As de la gâchette»
Le 2 janvier 1875, Doc se dispute avec le tenancier d'un saloon. Plusieurs tirs sont échangés, ne laissant aucun blessé. D'après le Dallas Weekly Herald, les deux hommes sont arrêtés. Beaucoup d'habitants sont amusés par un tel duel mais ils changent rapidement d'avis lorsque Doc tue par balle un citoyen important. Sa situation devient délicate et il doit fuir la ville. 
Il s'arrête à Jacksboro, une rude ville d'élevage située près d'un poste de l'armée et trouve un travail. Durant ce séjour, il est impliqué dans trois combats au revolver, dont l'un est fatal à l'un de ses adversaires. Comme cette région était assez sauvage à cette époque, aucune action de justice n'est intentée contre lui. Néanmoins, lors de l'été 1876, il tue un soldat du Fort Richardson, ce qui a pour conséquence de lancer une enquête du gouvernement fédéral.
Doc décide de quitter la ville. Afin d'échapper à ses poursuivants et à une pendaison plus que certaine, il se rend dans le Colorado, à 800 miles du lieu de ses méfaits. Il séjourne pendant une courte période à Pueblo, Leadville, Georgetown et Central City, laissant trois morts de plus sur son passage. 
Il arrive à Denver sous le nom de Tom Mackey mais n'y reste pas longtemps. Il manque d'y décapiter Bud Ryan, un autre joueur professionnel très connu, qui, s'il survécut à ses blessures, demeura mutilé au cou et au visage. Le ressentiment de la population force Doc à fuir une fois de plus. 
Il voyage vers le Wyoming, vers le Nouveau-Mexique et de là à Fort Griffin, au Texas. C'est là qu'il rencontre « Big Nose Kate » (Mary Katherine Horony Cummings), une prostituée cultivée et attirante malgré un nez proéminent. 
Elle pratiquait son métier car elle l'aimait et n'appartenait à aucun homme ou à aucune maison close. Ce fut la seule femme ayant partagé sa vie. Il vivra avec elle une relation orageuse et leurs disputes et ruptures seront fréquentes, Doc semblant ne pas supporter que sa compagne continue à se prostituer. 
Il rencontre également Wyatt Earp qui était alors à la poursuite du voleur de bétail Dave Rudabaugh. Doc ayant joué aux cartes avec le bandit, Earp se décide à l'interroger après maintes hésitations, Holliday étant réputé pour ne pas aimer les représentants de la loi. Earp est surpris par la bonne volonté du joueur, qui lui affirme que Rudabaugh est parti pour le Kansas. Cette aide contribua à appréhender le hors-la-loi. De plus, Earp et Holliday nouèrent une solide amitié qui dura des années.
La réputation de tueur de sang-froid de Doc Holliday n'était plus à faire. Il était fataliste et savait sa fin imminente. À une mort lente et douloureuse, il préférait la mort brutale d'une balle déchirant les entrailles ou d'une entaille fatale. Il était réputé pour ne rien craindre sur cette terre.
En 1877, Doc joue aux cartes avec Ed Bailey. Ce dernier n'est pas impressionné par la réputation de son adversaire et il n'hésite pas à le provoquer en trichant, malgré les deux avertissements lancés par Holliday. Constatant que Bailey ne l'a pas écouté, Doc ramasse les mises mais son adversaire réagit en sortant son revolver de sous la table. Malheureusement pour Bailey, Holliday est plus prompt que lui. Il éventre le tricheur avant que celui-ci ait eu le temps de presser la détente. Malgré l'évidence de la légitime défense, Doc est arrêté et incarcéré. Un groupe ne tarde pas à se former pour réclamer vengeance. Doc s'évade avec l'aide de sa compagne Big Nose Kate. Selon la légende (démentie de longues années plus tard par la principale intéressée), elle aurait provoqué un incendie afin de détourner l'attention des habitants et serait venue le délivrer, le révolver au poing, obligeant le gardien désarmé à ouvrir sa cellule. Quoi qu'il en soit, le couple disparait pendant la nuit.
Le couple se dirige vers Dodge City. Connus sous les noms de Dr Holliday et Mrs Holliday, ils semblent résolus à mener une vie rangée. Doc abandonne le jeu pour se consacrer à nouveau à son métier de dentiste et, en échange, Kate promet de renoncer à la prostitution. Néanmoins, cette nouvelle vie déplaît rapidement à la jeune femme : elle annonce à son compagnon qu'elle compte revenir sous les feux de la rampe. Le couple se sépare, comme il était destiné à le faire de nombreuses fois encore.
Doc reprend le jeu et entretient son étrange amitié avec Wyatt Earp. 
Un soir, alors que Doc Holliday était présent au Long Branch Saloon, plusieurs cowboys arrivèrent en ville. Parmi eux se trouvait un dénommé Ed Morrison ; il dirigeait un troupeau de bovins. Cet homme était connu de Wyatt Earp qui l'avait humilié dans la ville de Wichita, au Kansas. Les hommes galopèrent à travers la ville, firent feu dans la rue, brisèrent les vitres des échoppes. Ils entrèrent finalement au Long Branch Saloon et harcelèrent les clients. Earp ne manqua pas d'entrer au saloon pour rétablir l'ordre, mais il fut accueilli par plusieurs canons de révolvers braqués dans sa direction. Dans un rire de triomphe, Morrison annonça que la fin de Earp était venue. Cela aurait probablement été le cas si Doc n'avait pas pointé son révolver sur la tempe du cowboy, ordonnant aux autres cowboys de se rendre sous peine de voir la tête de leur chef exploser. Earp n'eut plus qu'à jeter les hors-la-loi en prison. Il n'oublia jamais qu'il devait la vie sauve à son ami Holliday.
Un peu plus tard, Doc et sa compagne eurent à nouveau une violente dispute. Furieux, il sella son cheval et s'en alla pour Trinidad, dans le Colorado. Peu après son arrivée, il fut provoqué par un jeune joueur connu sous le nom de « Kid Colton ». Le jeune homme trop hardi fut transpercé par deux balles.
Ne souhaitant pas s'attarder sur les lieux du crime, il se mit en route pour Las Vegas, au Nevada, dans le courant de l'été 1879. Pour la dernière fois, il pratiqua son métier de dentiste. Néanmoins, cette activité fut de courte durée puisque, quelques semaines plus tard, il acheta un saloon. En août 1879, il se disputa avec un certain Mike Gordon qui reçut trois balles dans le ventre, lors d'un duel loyal. Une fois de plus, Doc s'enfuit pour ne pas être lynché par plusieurs habitants qui en formaient le projet. Holliday décida donc de retourner à Dodge City. N'y trouvant pas Kate, plus rien ne le retenait dans cette ville, et il partit pour Tombstone où il avait appris que son ami Earp se trouvait.
Ce que Doc ne savait pas c'est que Big Nose Kate était également en route pour Tombstone. Ils se rencontrèrent à Prescott, dans l'Arizona. Le couple se réconcilia et ils profitèrent des 40 000 $ que Doc avait amassés en jouant. Au début de l'été 1880, ils reprirent la route vers Tombstone.

### Tombstone et la bataille d'O.K. Corral
À son arrivée à Tombstone, Doc retrouva Wyatt Earp, mais il fit également la connaissance de ses frères : Morgan, venant du Montana ; James qui avait voyagé depuis Dodge City avec Wyatt ; et Virgil arrivant de Prescott où il venait d'obtenir la fonction de U.S Marshal. Wyatt et ses frères travaillaient dans des mines d'argent. Virgil nomma Wyatt au poste d'assistant marshal de Tombstone et fit de Morgan un adjoint.
À cette époque, Tombstone était habitée par un clan de hors-la-loi, les Clanton, qui virent d'un mauvais œil l'arrivée des Earp et de leur ami Holliday. «Old man» Clanton, ses fils, Ike, Phin, et Billy, les frères McLaury, Frank et Tom, Curly Bill Brocius, John Ringo et quelques autres membres secondaires du gang, ne tardèrent d'ailleurs pas à faire part de leur mécontentement.
Peu de temps après l'arrivée de Doc, Kate s'installa à Globe (Arizona), à environ 300 km de Tombstone, et y dirigea une pension. Ses relations avec Doc demeurèrent assez bonnes, puisque lors de ses visites à Tombstone, Kate passait beaucoup de temps avec Holliday. Néanmoins, elles se détériorèrent progressivement, notamment à cause des abus d'alcool de la jeune femme, et Doc la jeta dehors au début de l'année 1881.
En octobre 1880, Doc Holliday. Otis de boisson, eut une altercation avec Johnny Tyler à l'Oriental Saloon. Bien que ce dernier eût préféré quitter les lieux, la dispute se poursuivit avec le propriétaire, Milt Joyce. Doc ne tarda pas à ouvrir le feu et toucha Joyce à la main, et le barman Parker à un orteil du pied gauche. En représailles, Joyce frappa Holliday sur la tête avec un révolver. Doc fut arrêté, jugé pour attaque à main armée, et déclaré coupable. Il paya une amende de 20 dollars pour voie de fait et 11,25 dollars pour les frais de justice.
Le 15 mars 1881, quatre hommes masqués attaquèrent une diligence et pendant l'assaut tuèrent le cocher et un passager. Le clan des Clanton profita de l'occasion pour faire accuser Doc Holliday. Le shérif chargé de l'enquête interrogea Big Nose Kate alors qu'elle était ivre et, à l'aide de quelques verres supplémentaires, il la persuada de signer une déclaration faite sous serment accusant Doc d'être l'un des hommes masqués et d'avoir tué le cocher. Néanmoins, ayant recouvré ses esprits quelques heures plus tard, elle annula sa déclaration, et les charges contre Doc furent abandonnées. Excédé par le comportement de son ancienne compagne, Doc lui donna un peu d'argent et lui demanda de quitter la ville.
Durant l'été 1881, la tension entre les Earp et les Clanton augmenta. Les Cowboys, ainsi qu'ils se faisaient nommer, racontaient souvent dans les saloons de quelle manière ils allaient envoyer Wyatt Earp au cimetière.
Le 25 octobre 1881, Ike Clanton, ivre, menaça les frères Earp. Virgil Earp l'assomma et le désarma. Le lendemain, Ike et Billy Clanton revinrent à Tombstone, accompagnés de Tom et Frank McLaury, avec l’intention de tuer Virgil Earp. Les Earp, Doc Holliday et le shérif John Behan se rendirent près d’une écurie appelée OK Corral, où se trouvaient les Clanton et les McLaury et une fusillade éclata. Les McLaury et Bill Clanton furent tués alors que Doc Holliday, Virgil et Morgan Earp furent juste blessés. Les Earp furent jugés, mais vu le contexte, la justice admit qu’ils avaient agi en légitime défense. Les Clanton-McLaury décidèrent de se venger : Virgil Earp fut estropié par un tireur embusqué, Morgan Earp fut tué. Wyatt Earp et Doc Holliday décidèrent alors d'en finir avec les clans Clanton et McLaury : ils tuèrent une vingtaine de cow-boys. Après un an de règlements de comptes, Wyatt Earp et Doc Holliday quittèrent le Kansas pour le Colorado.

### Mort
Doc Holliday mourut de la tuberculose en 1887 à Glenwood Springs dans le Colorado. Malgré la légende, Wyatt Earp n'était pas présent lors de sa mort et n'en fut informé que plusieurs mois après. Il aurait déclaré : « C'est drôle, car ni lui ni personne n'avait envisagé qu'il puisse un jour mourir dans son lit. »

## Dans l'art et la fiction
Doc Holliday apparaît dans divers médias, et les personnages le représentant sont généralement reliés à la fusillade d'O.K. Corral.
Récemment, le groupe de Heavy/Power Metal suédois Civil War a dédié une chanson à ce personnage, nommée Tombstone. Le clip est une représentation de la fusillade.

### Livres
- O.K. Corral, 66e album de la série Lucky Luke.
- Mister Blueberry, Ombres sur Tombstone, Geronimo l'Apache, OK Corral et Dust, 24, 25, 26, 27 et 28e albums de la série Blueberry de Charlier et Giraud (albums signés de Giraud seul après la mort de Charlier)
- Bloodsilver de Wayne Barrow.
- Doc Holliday de Paul West.

### Cinéma
- L'Aigle des frontières (Frontier Marshal) d'Allan Dwan en 1943 (joué par Cesar Romero)
- Le Banni (The Outlaw) de Howard Hughes en 1943 (joué par Walter Huston),
- La poursuite infernale (My darling Clementine) de John Ford en 1946 (joué par Victor Mature),
- Règlements de comptes à OK Corral (Gunfight at O.K. Corral) de John Sturges en 1957 (joué par Kirk Douglas),
- Les Cheyennes (Cheyenne Autumn) de John Ford en 1964 (joué par Arthur Kennedy),
- Sept Secondes en enfer (Hour of the Gun) de John Sturges en 1967 (joué par Jason Robards),
- Doc Holliday de Frank Perry en 1971 (joué par Stacy Keach),
- Tombstone de George Cosmatos en 1993 (joué par Val Kilmer),
- Wyatt Earp de Lawrence Kasdan en 1994 (joué par Dennis Quaid),
- La Première Chevauchée de Wyatt Earp (Wyatt Earp's Revenge) de Michael Feifer en 2012 (joué par Wilson Bethel).

### Télévision
- Bonanza, épisode Calamity other the Comstock (épisode 7, 5e saison) en 1963 (joué par Christopher Dark).
- Star Trek, Au-delà du Far West (épisode 6, saison 3) en 1968 (joué par Sam Gilman).
- Doctor Who, The Gunfighters, épisode 8, 3e saison de la série « classique » (1963) (joué par Anthony Jacobs).
- Wynonna Earp, (depuis 2016) (joué par Tim Rozon)